# علی‌محمد زنگانه
علی‌محمد زنگانه (متولد ۱۳۵۰) سیاستمدار و مدیر ارشد اجرایی ایرانی است که در دولت سیزدهم سمت استانداری گلستان را برعهده داشت.

## زندگی‌نامه و پیشینه اجرایی
زنگانه متولد ۱۳۵۰ و دارای مدرک دکتری پزشکی و کارشناسی ارشد دوره عالی مدیریت بهداشت عمومی (mph) از دانشگاه علوم پزشکی تهران و دکترای PHD مدیریت از دانشکده مدیریت و اطلاع‌رسانی تهران است.